# Tami Monroe Canal

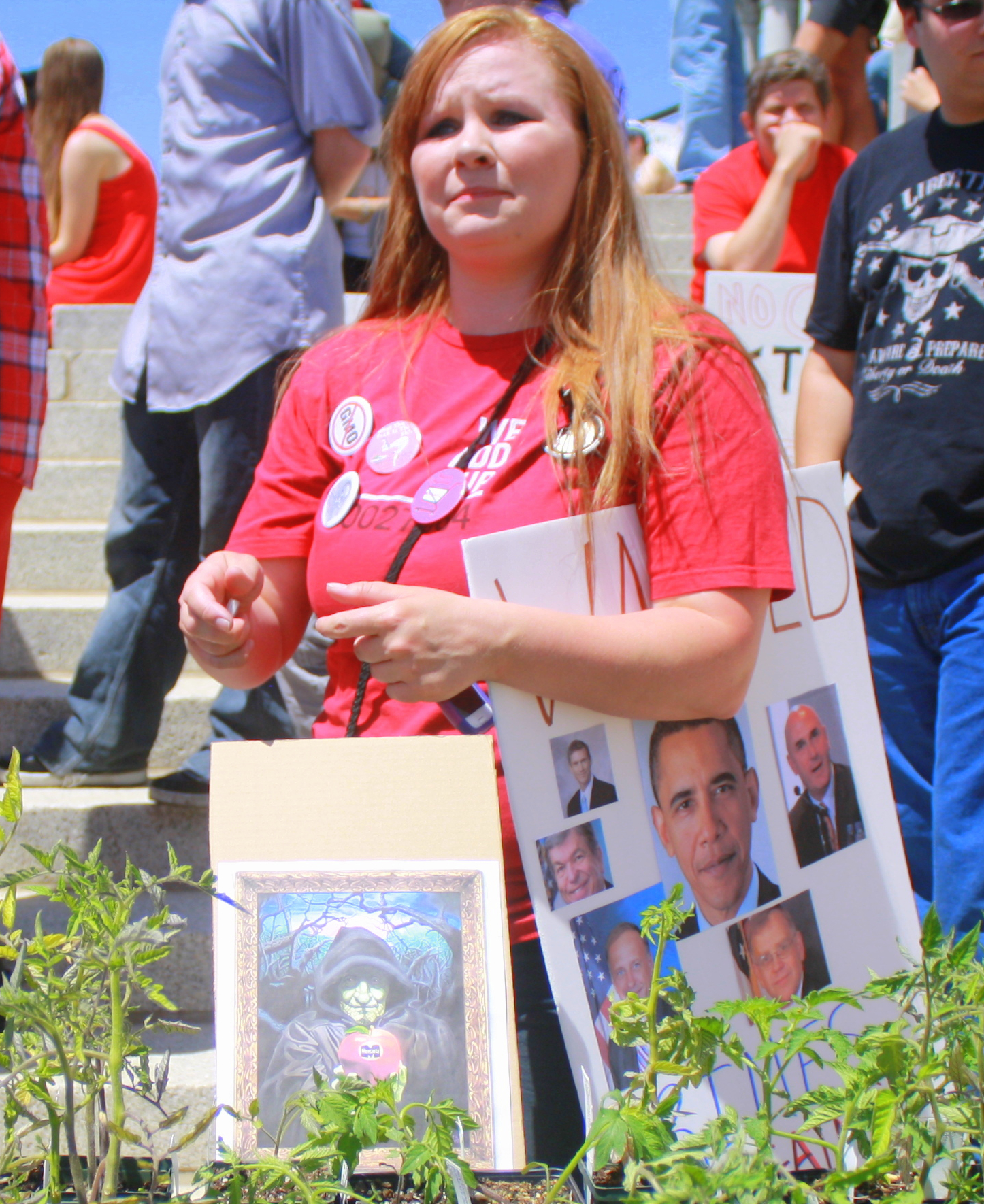
Gründerin von MAM und Umweltaktivistin Tami Canal anlässlich des March Against Monsanto in Salt Lake City, Utah

Tami Monroe Canal (* 1982) ist Umweltaktivistin und die Initiatorin des March Against Monsanto (MAM, dt.: Marsch gegen Monasant bzw. Demonstration gegen Monsanto), eine inzwischen internationale politische/gesellschaftliche Initiative, die auch als Graswurzelbewegung bezeichnet wird. Durch die weltweite Berichterstattung über MAM wurde der Name von Tami Canal international bekannt.

## Leben
Tami Monroe Canal ist Hausfrau und Mutter von zwei Töchtern. Zuvor arbeitete sie zehn Jahre als Kellnerin/Barkeeperin. Sie lebte in Kalifornien, als die „California Proposition 37“, eine Wählerinitiative, die Etiketten auf Produkte mit genetisch manipulierten Lebensmitteln gefordert hat, im November 2012 abgelehnt wurde. Dieses Vorgehen, insbesondere die erfolgreiche aktive Lobbyarbeit von Monsanto um die Initiative zu Fall zu bringen, hat Tami Canal zum Nachdenken veranlasst und sehr empört.
Bald darauf zog Tami Canal nach Utah (Salt Lake City), wo sie erhebliche Schwierigkeiten hatte, frische Lebensmittel ohne gentechnisch veränderte Organismen (GVO) zu finden, was sie erheblich verärgerte und ihr die Augen über die GVO-Technik und das Marketing öffnete.

## Social-Media-Kampagne
Tami Canal hatte am 28. Februar 2013 eine sehr erfolgreiche Facebook Social-Media-Kampagne gestartet, weil sie auf die bedenkenlose, weit verbreitete Verwendung von gentechnisch veränderten Organismen (GVO) aufmerksam machen wollte. Am 21. Mai 2013 hatte die Facebook-Seite 85.000 Mitglieder mit rund 110.000 „likes“ und täglich etwa 40.000 Besucher. Dabei wurde sie im Weiteren von den Aktivisten Emilie Rensink und Nick Bernabe unterstützt, um MAM bekannt zu machen.